# وينزر (دائرة انتخابية في المملكة المتحدة)
وينزر (بالإنجليزية: Windsor)‏ هي إحدى الدوائر الانتخابية في المملكة المتحدة الممثلة في مجلس العموم في برلمان المملكة المتحدة.
عضو البرلمان الذي يمثلها حالياً هو :Adam Afriyie (Con).